# 925 Grand
925 Grand, también conocido The Reserve, como es un edificio en Kansas City, en el estado de Misuri (Estados Unidos) la antigua sede del Banco de la Reserva Federal de Kansas City y fue el edificio más antiguo en uso activo de cualquier Banco de la Reserva Federal. Fue agregado al Registro Nacional de Lugares Históricos en 2007.

## Historia
En 1913 Kansas City y San Luis tenían una fuerte rivalidad sobre qué ciudad obtendría una sede, pero al final, ambas ciudades recibieron una. (Missouri es el único estado que tiene varias sedes. Entre las razones señaladas para el premio está que el exalcalde de Kansas City James A. Reed, que estaba en el Comité Bancario del Senado, rompió el punto muerto para permitir la aprobación de la Ley de la Reserva Federal de 1913.
El primer edificio del banco estaba en el R.A. Long Building en 928 Grand, que se inauguró el 16 de noviembre de 1914, hasta que se pudiera construir un nuevo edificio de 4,3 millones de dólares al otro lado de la calle en 925 Grand, que se inauguró formalmente en noviembre de 1921 en el Downtown Kansas City. Poco después de su establecimiento, el banco alquiló un espacio a inquilinos externos.
El edificio fue diseñado por el estudio de arquitectura Graham, Anderson, Probst & White y fue el más alto de Misuri de 1921 a 1926 y el edificio más alto de Kansas City de 1921 a 1929.
El presidente Harry S. Truman tuvo su oficina en la habitación 1107 del edificio desde que dejó la presidencia en 1953 hasta que se completó la Biblioteca Truman en 1957.
En 2008, la Reserva Federal se trasladó a un nuevo edificio de Main Street junto al Liberty Memorial diseñado por el arquitecto Henry N. Cobb. Townsend, Inc. de Overland Park, Kansas, compró el edificio por 10,8 millones de dólares en 2005 y la Reserva Federal continuó como inquilino hasta que abrió sus nuevos barrios en 2008. En 2013, Townsend perdió el edificio cuando su prestamista, Great Western Bank of Sioux Falls, Dakota del Sur, recuperó la propiedad en una subasta en el juzgado. Un prestamista de Boston está proporcionando financiación a un nuevo desarrollador que planea convertir el edificio en un hotel.